# Chris Ethridge
Chris Ethridge (ur. 1947, zm. 23 kwietnia 2012) – amerykański gitarzysta basowy. Był członkiem International Submarine Band i The Flying Burrito Brothers. Współpracował z takimi artystami jak Judy Collins, Leon Russell, Johnny Winter, Randy Newman, Ry Cooder, Linda Ronstadt, The Byrds, Jackson Browne i Willie Nelson.